# Саузбашевский сельсовет
Саузбашевский сельсовет — муниципальное образование в Краснокамском районе Башкортостана.
Административный центр — деревня Саузбаш.

## История
Согласно Закону о границах, статусе и административных центрах муниципальных образований в Республике Башкортостан имеет статус сельского поселения.

## Население
| 2002 | 2009  | 2010  | 2012 | 2013 | 2014 | 2015 |
| ---- | ----- | ----- | ---- | ---- | ---- | ---- |
| 1033 | ↗1082 | ↘1007 | ↘986 | ↘977 | ↘970 | →970 |
| 2016 | 2017  | 2018  |      |      |      |      |
| ↘905 | ↘900  | ↗901  |      |      |      |      |

## Состав сельского поселения
| № | Населённый пункт | Тип населённого пункта          | Население |
| - | ---------------- | ------------------------------- | --------- |
| 1 | Саузбаш          | деревня, административный центр | ↘454      |
| 2 | Саклово          | село                            | ↘388      |
| 3 | Саузово          | деревня                         | ↘165      |